# Даон, Рене
Рене Даон (фр. Renée Dahon; 15 декабря 1893, Ницца — 8 декабря 1969, Брюссель) — французская актриса, жена бельгийского писателя Мориса Метерлинка.

## Личная жизнь
Даон родилась 18 декабря 1893 года. Её описывали как невысокую и стройную девушку.
В 1919 году Даон вышла замуж за драматурга Мориса Метерлинка в замке Шатонёф-Вильвьей. В начале 1930-х годов Даон родила мертворождённого ребенка. В 1940 году Метерлинк и Даон были вынуждены покинуть свой дом в Париже вместе с своими родителями из-за наступления немцев. Они прибыли в США в июле 1940 года и поселились в Нью-Йорке в квартире в отеле «Эспланада». После войны они смогли вернуться в свой дом «Орламонде» в Ницце в 1947 году. Несмотря на разницу в возрасте, друзья сообщали, что они были преданы друг другу.
Даон умерла 8 декабря 1969 года.

## Карьера
Рене Даон была популярной актрисой в Париже. Она стала известна в возрасте 18 лет благодаря роли Тильтиль в «Синей птице». Жоржетта Леблан, тогдашняя партнерша Мориса Метерлинка, выбрала и подготовила ее для этой роли. Рене также снялась в нескольких фильмах.

## Фильмография

### Фильмы
- «Le nid» (1914)

### Пьесы
- «Pelléas et Mélisande» (1921)